# Alphitonia erubescens
Alphitonia erubescens là một loài thực vật]] thuộc họ Rhamnaceae. Đây là loài đặc hữu của New Caledonia.